# Parlament Indii
Parlament Indii (Sansad) – dwuizbowy organ ustawodawczy Republiki Indii. Tworzą go:
- Rajya Sabha (Izba Stanów)
- Lok Sabha (Izba Ludowa).

Do jego wyłącznych kompetencji należą kwestie związane z polityką obronną, zagraniczną, obywatelstwem, a także handlem zagranicznym.
Wchodzi także w skład kolegium elektorów, które wybiera prezydenta.